# Justin Dorey
Justin Dorey, né le 17 août 1988 à Calgary, est un skieur acrobatique canadien spécialisé dans les épreuves de half-pipe. 

## Carrière
Dorey se distingue par une exécution très fluide des figures. Il remporte une médaille de bronze lors de sa première Coupe du monde en 2008. En 2009 à Inawashiro, il remporte la médaille d'argent aux Championnats du monde FIS. En 2011 il remporte le classement général AFP. En 2014, il se voit remettre le Globe de cristal à la suite de sa victoire en Coupe du monde le 3 janvier 2014 à Calgary. Il remporte les qualification des Jeux olympiques de Sochi, les premiers Jeux d'hiver à recevoir du ski Halfpipe / Demi-lune et prend finalement la douzième place de la compétition.
À ce jour le skieur canadien est monté trois fois sur les podiums en Coupe du monde.

## Palmarès

### Championnats du monde
| Édition/Discipline | Half-pipe |
| Mondiaux 2009      | Argent    |
| Mondiaux 2011      | 12e       |

### Coupe du monde
- Meilleur classement général : 10e en 2014.
- 1 petit globe de cristal :
  - Vainqueur du classement half-pipe  en 2014.
- 3 podiums dont 1 victoire en half-pipe.

#### Détails des victoires
| Édition / Épreuve | Half-pipe |
| 2014              | Calgary   |